# Rostrup (Mariagerfjord Kommune)
 For alternative betydninger, se Rostrup. (Se også artikler, som begynder med Rostrup)
Rostrup er en landsby i det sydlige Himmerland med 282 indbyggere  (2024). Rostrup er beliggende syv kilometer sydøst for Arden og 13 kilometer nordvest for Hadsund. Nærmeste by er Astrup seks kilometer mod nord.
Landsbyen ligger i Region Nordjylland og hører til Mariagerfjord Kommune. Rostrup er beliggende i Rostrup Sogn.
I landsbyen ligger bl.a. Rostrup Kirke og Rostrup Skole. Et halmfyr skal mindske prisstigning for 100 brugere af den lokale fjernvarme, der også forsynes af naturgas.